# Pentapleura tenuicornis
Pentapleura tenuicornis är en stekelart som först beskrevs av Forster 1862.  Pentapleura tenuicornis ingår i släktet Pentapleura och familjen bracksteklar. Inga underarter finns listade i Catalogue of Life.